# Катастрофа на канатной дороге в Кавалезе (1998)
Катастрофа на канатной дороге в Кавалезе (также известна как Бойня в Чермисе) произошла во вторник 3 февраля 1998 года недалеко от итальянского города Кавалезе, горнолыжного курорта в Доломитах, находящегося в 40 км к северо-востоку от Тренто. Пилоты EA-6B Prowler Корпуса морской пехоты США снизили свой самолёт ниже минимально разрешённой высоты полёта для того, чтобы «повеселиться» и «снять красивый пейзаж». Самолёт крылом перерезал трос канатной дороги, и кабина-гондола с 19 пассажирами и машинистом сорвалась вниз со 110-метровой высоты (все они погибли). Ни один из членов экипажа на борту самолёта не пострадал.
Второй пилот Джозеф Швейцер (англ. Joseph Schweitzer) в 2012 году признался, что после возвращения на базу он сжег видеоленту, на которой записаны события. Пилот, капитан Ричард Дж. Эшби (англ. Richard J. Ashby), и штурман, Джозеф Швейцер, были преданы суду в Соединенных Штатах и были признаны невиновными в непредумышленном убийстве и убийстве по неосторожности. Позже они были уволены из морской пехоты и признаны виновными в воспрепятствовании осуществлению правосудия и поведении, неподобающем офицеру и джентльмену. Катастрофа и последовавший оправдательный приговор создали напряжение в дипломатических отношениях между США и Италией.

## Жертвы
Все погибшие, 19 пассажиров и машинист, были европейцами:
| Гражданство | Кол-во |
| ----------- | ------ |
| Германия    | 8      |
| Бельгия     | 5      |
| Италия      | 3      |
| Польша      | 2      |
| Австрия     | 1      |
| Нидерланды  | 1      |
| Всего       | 20     |

## Судебное разбирательство

### Первый суд
Итальянская прокуратура планировала предать четырёх морских пехотинцев суду в Италии, но итальянский суд признал, что военные суды США обладают юрисдикцией над базами НАТО.
Все четыре члена экипажа были задержаны, но только пилот, капитан Ричард Дж. Эшби, и его штурман, капитан Джозеф Швейцер, предстали перед судом по обвинению в непредумышленном убийстве и убийстве по небрежности. Им было предъявлено 20 пунктов обвинения. Суд над Эшби состоялся на военной базе Кэмп-Лэджен, Северная Каролина. Было установлено, что на топографических картах местности на борту самолёта не изображены тросы канатной дороги и что EA-6B летел быстрее и значительно ниже, чем разрешено правилами. Ограничения, действующие на момент событий, устанавливают минимальную высоту полёта 610 м. По мнению пилота, самолёт был на высоте 305 м. Трос был перерезан на высоте 110 м. Пилот утверждал, что высотомер на борту самолёта был неисправен и что экипаж не знал об ограничениях скорости. В марте 1999 года суд оправдал Эшби, что вызвало негодование европейской общественности. Позже Швейцер был оправдан по обвинению в непредумышленном убийстве.

## Компенсация
В феврале 1999 года семьи погибших получили 65 000 $ на каждого погибшего как помощь итальянского правительства, возмещаемая правительством США.
В мае 1999 года Конгресс США отклонил законопроект, который бы поставил[что?] 40 млн долларов в компенсационный фонд жертв катастрофы.
В декабре 1999 года итальянский парламент утвердил денежный компенсационный план для семей погибших, 1,9 млн долларов на человека. НАТО обязала правительство США выплатить 75 % этой суммы, что было выполнено.

## В культуре
- В 3 сезоне американского детективного телесериала JAG упоминается инцидент, когда самолёт перерезал горнолыжный подъёмник, в результате чего погибли двадцать человек.
- Катастрофе посвящена 5 серия 4 сезона документального сериала «Секунды до катастрофы» под названием «Трагедия на канатной дороге», вышедшая 3 октября 2011 года на канале National Geographic[8].
- В эпизоде Коммандор (англ. Commendatori) 2-го сезона американского телесериала Клан Сопрано[9] между Поли и случайным прохожим происходит диалог:

| Поли     | Коммендатори, добрый день! (англ. Commendatori, good afternoon!)                               |
| Прохожий | Кто Вы? (англ. Who are you?)                                                                   |
| Поли     | Я из Америки. (англ. I'm from America.)                                                        |
| Прохожий | Вы из НАТО? Это вы обрезали трос на нашей канатной дороге! (англ. You cut our lift ski cable!) |

## Аналогичные происшествия
- В августе 1961 года 6 человек погибло после того, как низколетящий французский военный самолёт перерезал тросы канатной дороги между горами Пуант Эльбронер (фр. Pointe Helbronner) и Эгюий-дю-Миди (фр. Aiguille du Midi), во французских Западных Альпах.
- 9 марта 1976 года 43 человека (включая 15 детей) погибли на той же канатной дороге, что и во время катастрофы 1998 года. Тросы оборвались, в результате чего произошла крупнейшая катастрофа в истории канатных дорог. Один пассажир выжил[10].